# Wollerau
Wollerau est une commune suisse du canton de Schwytz, située dans le district de Höfe.

## Géographie

Photo aérienne (1954)

Selon l'Office fédéral de la statistique, Wollerau mesure 6,3 km2.

## Démographie
Selon l'Office fédéral de la statistique, Wollerau compte 7 495 habitants fin 2022. Sa densité de population atteint 1190 hab./km2.
Le graphique suivant résume l'évolution de la population de Wollerau entre 1850 et 2008 :

## Célébrités et stars
En raison de la fiscalité plus faible que dans les autres cantons, Wollerau est le refuge et le lieu de résidence de nombreuses célébrités comme les sportifs Belinda Bencic, Kimi Räikkönen ou encore Felipe Massa.
Le joueur de tennis Roger Federer y a habité entre 2008 et 2018. Il a fait construire en 2014 une maison de 500 m2 pour 10 millions de francs qu'il a vendu en 2018 pour 5,4 millions de francs.